# Arelerland

bandera d'Arelerland

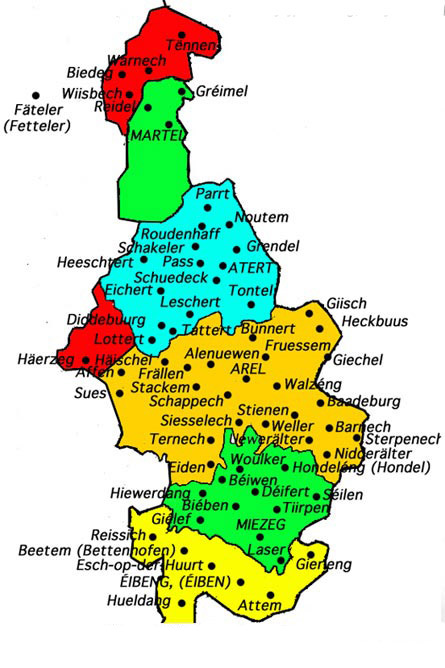
Arelerland

Arelerland o Pays d'Arlon és una subregió de Bèlgica, situada a la província de Luxemburg (Valònia), fronterera amb el Gran Ducat de Luxemburg. És una part de la Lorena belga on la llengua vernacla tradicional és el luxemburguès. L'areler era una forma dialectal ja morta quan el 1995 va sortir el primer diccionari del luxemburguès, ja que era una llengua oral i els parlants escrivien en alemany.

## Geografia
La regió correspon en gran manera al districte d'Arlon. Comprèn, entre d'altres, de nord a sud, els municipis de Martelange, Attert, Arlon, Messancy i Aubange. El territori, endemés, és regat pels rius Sûre, Rulles, Attert, Semois i Messancy.

### Municipis i localitats
- Arlon
  - Autelbas
  - Bonnert
  - Guirsch
  - Heinsch
  - Toernich
- Attert
  - Nobressart
  - Nothomb
  - Thiaumont
  - Tontelange
- Aubange
  - Athus
  - Halanzy
  - Rachecourt
- Martelange
- Messancy
  - Habergy
  - Hondelange
  - Sélange
  - Wolkrange
  - Hachy (municipi Habay)
  - Tintange (municipi Fauvillers)
    - Bodange
    - Warnach
    - Wisembach

## Els marcadors de límits
La frontera belga-luxemburguesa es va fixar en la conferència de Londres de 19 d'abril 1839. La part francòfona de Luxemburg i la regió d'Arlon (Arelerland) foren atribuïdes a Bèlgica.
Així, el 7 d'agost de 1843, es van instal·lar ... 507 marcadors dels quals 286 eren de ferro colat, al llarg de la frontera després del Tractat de Maastricht. A cada banda s'hi posen els escuts dels estats respectius. Molts dels marcadors són travessats per impactes de bales de la segona guerra mundial.